# GAUwahnen

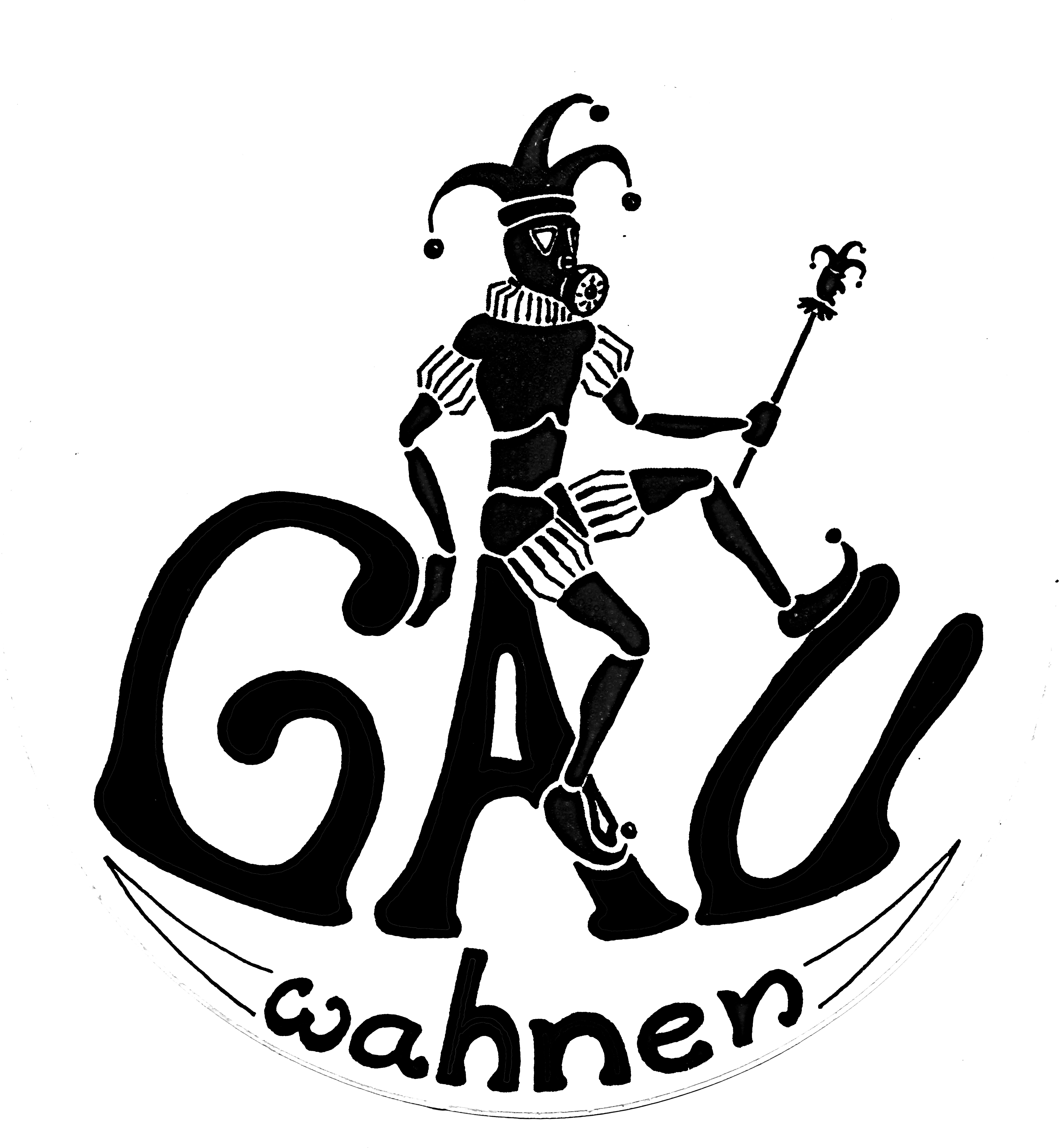
GAUwahnen-Logo

Die GAUwahnen sind ein politisches Kabarett, das im Jahr 1988 von Erhard Jöst in Heilbronn gegründet wurde. Der Name der Gruppe ist eine Worterfindung, die auf einen GAU anspielt.

## Geschichte
In den ersten Jahren trat das Ensemble in verschiedenen Kleinkunstkellern auf. Von 2001 bis 2022 war die Ebene 3 im Heilbronner Theaterforum K3 seine feste Spielstätte, seitdem spielt es im Gewölbekeller des Bürgerhauses in Heilbronn-Böckingen. Die Kabarettisten präsentieren ihre Programme auch als Gastspiele im Bundesgebiet, vornehmlich aber in der Region Heilbronn. Sie traten häufig bei dem Kabarettfestival in Aschersleben auf, das von der Bundesvereinigung Kabarett veranstaltet wird. Die GAUwahnen schreiben ihre Programme selbst. Verschiedene Nummern haben heftige Reaktionen ausgelöst: So ließ der damalige Kultusminister von Baden-Württemberg, Gerhard Mayer-Vorfelder, den Lehrer Jöst von Aufsichtsbeamten daraufhin überprüfen, ob sein Unterricht „den Anforderungen von Landesverfassung, Schulgesetz und Lehrplan entspricht.“ Anlass zu dieser „Staatsaktion“ war eine Persiflage auf die Landeshymne.
Seit der Deutschen Wiedervereinigung stehen die GAUwahnen in freundschaftlichem Kontakt zum Kabarett Die Oderhähne aus Heilbronns Partnerstadt Frankfurt (Oder). Nach 1993 präsentierten die GAUwahnen am 2. Oktober häufig zusammen mit Kabarettisten aus den Neuen Bundesländern eine Nacht der deutschen GemEinheit. Die GAUwahnen standen auch mit Dieter Hildebrandt 1994 und 2008 in Heilbronn auf der Bühne. Außerdem bereicherten sie das Heilbronner Kulturleben mit der Naheilka (=Nacht der Heilbronner Kabarettisten). Mit Sketchen, Liedern, Conferencen und Solo-Nummern nehmen die GAUwahnen das politische Geschehen, aber auch den gesellschaftlichen Alltag ins satirische Visier. Sie versuchen, Intrigen und opportunistische Handlungen zu entlarven, und geben mit ihren Satiren dem Publikum Lachanreize und Denkanstöße. Die Lieder werden mit Klavier und Saxophon begleitet.
Ensemble
Zum Ensemble der GAUwahnen gehören Eva Schwindt-Läpple, Niklas Albrecht und Erhard Jöst, von 1990 bis 2023 auch Alexandra Müller-Kilgus.

## Auszeichnungen
- 2005: Theaterverein der Stadt Heilbronn: Kilianpreis
- 2012: Kleinkunstpreis der Stadt Aschersleben für Erhard Jöst
- 2013: Goldener Misthaufen

## Programme
- Chaos Regional (1988)
- GAUfahrt (1989)
- Alles lacht den Räten (1990)
- Jubilieren und satiren (1991)
- PFAUereien (1992)
- Über(s) Leben (1993)
- Kaufrausch (1994)
- Seid auf der Hut (1995)
- Der Große Lauschangriff (1996)

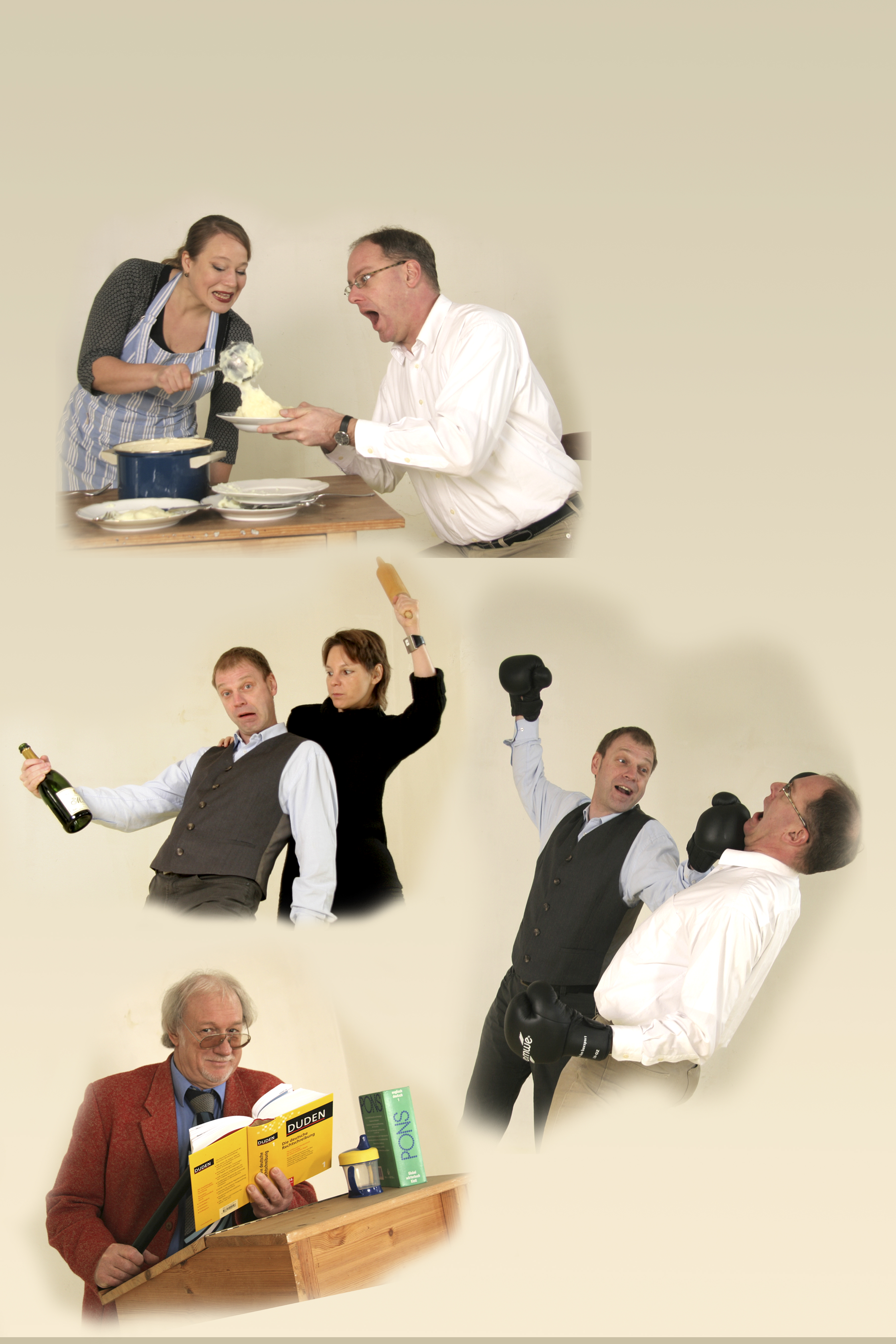
GAUwahnen in Aktion

- GAUwahnen-Gala, Qual der Wahl (1998)
- Wenn bei Capri...Italien-Revue (1999)
- So schön war die Zeit! Deutschland-Revue (2000)
- www.wahnsinn.de (2001)
- Wir ampeln (2002)
- Bombenstimmung (2003)
- Schnäppchenjagd (2005)
- Der große Ruck (2006)
- PISAGEN (2008)
- Nachschlag (2010)
- Bohnen und Viagra; EUROPiraten (2012)
- Bundesgartenzwerge (2013)
- Über Wachung (2015)
- Schöne Miss Wirtschaft (2016)
- Zusammen hundert (2017)
- Oben bleiben! (2018)
- Prima Klima (2020)
- Pfauereien (2021)
- Weinereien (2023)

## Diskografie

### CDs
- Kraft und Leben! Die GAUwahnen präsentieren Ludwig Pfau, scb-music 2002, SDD 10503
- www.wahnsinn.de, scb-music 2003, SDD 10504
- Viagra im Glas, scb-music 2005, SDD 10506
- Geklonte Bohnen, scb-music 2009, SDD 10779

### DVDs
- Bombenstimmung, 2003 (DVD Video – PAL – Stereo)
- Schnäppchenjagd, 2005 (DVD Video – PAL – Stereo)